# 高松市立勝賀中学校
高松市立勝賀中学校（たかまつしりつ かつがちゅうがっこう）は、香川県高松市香西南町にある市立中学校。

## 概要
高松市北西部の郊外地域に位置する中学校である。校名は校区内にある山岳「勝賀山」にちなんで命名された。

## 学校データ
- 生徒数：716人（2011年度[1]）

学校施設（2010年5月1日時点）
- 普通教室：16教室
- 特別教室：10教室
- 校舎面積：4359m2
- 体育館面積：1049m2

服装規定
- 制服：あり（通年必用）
- 防寒着：原則禁止[2]

## 歴史
1962年（昭和37年）4月1日、市立香西中学校、市立弦打中学校、市立鬼無中学校を統合し高松市立勝賀中学校（発足時の仮称は高松市立香北中学校）として開校した。この3中学校は6年前の1956年（昭和31年）9月30日に高松市に合併した旧香西町、旧弦打村、旧上笠居村の旧町村立中学校で、3町村の高松市への合併を機に統合が検討された。統合時は各旧中学校の校舎を教場として使用していたが、1964年（昭和39年）3月31日には統合の実質的な中心校である旧香西中学校敷地に集約された。

### 年表
- 1962年（昭和37年）4月1日 - 開校。
- 1970年（昭和45年）8月12日 - プール竣工。
- 2004年（平成16年）4月1日 - 高松市立小中学校全校で3学期制を廃して2学期制を導入。

### 全校生徒数の推移
勝賀中学校の生徒数は2005年度までは年々減少していたが、2006年度からは増加傾向にある。
- 1999年度：776人
- 2000年度：757人（-19人）
- 2001年度：722人（-35人）
- 2002年度：703人（-19人）
- 2003年度：647人（-56人）
- 2004年度：631人（-16人）
- 2005年度：606人（-25人）
- 2006年度：624人（+18人）
- 2007年度：654人（+30人）
- 2008年度：649人（-5人）
- 2009年度：660人（+11人）
- 2010年度：679人（+19人）
- 2011年度：716人（+37人）

## 教育目標
豊かな心とたくましい体をもつ生徒の育成
生徒像
- よく考えて正しく判断し、自らの言動に責任をもつ生徒
- 相手の立場を理解し、なかよく助け合い互い向上する生徒
- 粘り強くやり通す強い意志と実行力をもつ生徒

## 通学区域
通学区域は高松市鬼無地区の全域並びに香西地区及び弦打地区のほぼ全域。
- 高松市
  - 香西本町
  - 香西東町
  - 香西西町
  - 香西南町
  - 香西北町（下笠居中学校区を除く）
  - 郷東町
  - 鶴市町（紫雲中学校区を除く）
  - 飯田町
  - 鬼無町

## 進学前小学校
- 高松市立香西小学校
- 高松市立弦打小学校
- 高松市立鬼無小学校

## 校区内の主な施設
- 香川県道16号高松王越坂出線 （さぬき浜街道）
- JR予讃線香西駅 - 高松貨物ターミナル駅（四国桃太郎貨物駅） - 鬼無駅
- 香川県警察本部運転免許センター
- 香川県警察学校
- 四国運輸局香川運輸支局
- 高松国道維持出張所
- 高松市西消防署
- 香川県立高松西高等学校
- 香川誠陵中学・高等学校
- 高松市上下水道局御殿浄水場
- 香西寺
- ミラクルタウン
- マルナカ郷東店、香西店
- マルヨシセンター鶴市店
- 生活協同組合コープかがわ中部共同購入センター、コープ香西
- ヤマダデンキテックランド高松鶴市店
- イオンモール高松
- DCMダイキ香西店

## 交通
- JR予讃線香西駅より徒歩13分（1.1km）
- ことでんバス下笠居・香西線 香西中央通りバス停より徒歩5分

## 出身者
- 梶正治（元丸亀市長）
- 北野誠（元サッカー選手、元カマタマーレ讃岐監督）
- 池田匠見（飛込競技選手）
- 松原快晟（サッカー選手）
- 谷口璃成（サッカー選手）